# Long Night
«Long Night» es el tercer sencillo que la banda irlandesa The Corrs eligió para promocionar su cuarto álbum de estudio, Borrowed Heaven. Escrita por Sharon Corr, fue lanzado en 2004.

## Lista de canciones

### CD1
1. «Long Night»
2. «Hideaway» (Versión acústica)

### CD2
1. «Long Night»
2. «Hideaway» (Versión acústica)
3. «Long Night» video
4. Long Night On the road video
5. Making of del video

## Posicionamiento
| Listas (2004)             | Posición |
| ------------------------- | -------- |
| UK Singles Chart          | 31       |
| Irish Singles Chart       | 31       |
| New Zealand Singles Chart | 36       |
| German Singles Chart      | 40       |
| Austrian Singles Chart    | 48       |

- Datos: Q2212691